# Résolution 451 du Conseil de sécurité des Nations unies
Membres permanents
- Chine
- États-Unis
- France
- Royaume-Uni
- URSS

Membres non permanents
- Bangladesh
- Bolivie
- Gabon
- Jamaïque
- Koweït
- Nigéria
- Norvège
- Portugal
- Tchécoslovaquie
- Zambie

Résolution no 450 Résolution no 452
La résolution 451 du Conseil de sécurité des Nations unies fut adoptée le 15 juin 1979. Le Conseil a pris en note un rapport du Secrétaire général selon lequel, en raison des circonstances actuelles, la présence de la Force des Nations Unies chargée du maintien de la paix à Chypre (UNFICYP) continuerait d'être essentielle pour un règlement pacifique.
Le Conseil a fait part de ses préoccupations concernant les mesures susceptibles de faire monter les tensions et a prié le Secrétaire général de faire un nouveau rapport avant le 30 novembre 1979 pour suivre la mise en œuvre de la résolution.
Le Conseil a réaffirmé ses résolutions antérieures, y compris la résolution 365, s'est déclaré préoccupé par la situation, a exhorté les parties concernées à œuvrer ensemble à la paix et a une nouvelle fois prolongé le stationnement de la Force à Chypre, jusqu'au 15 décembre 1979.
La résolution a été adoptée par 14 voix contre zéro, la Chine n'a pas participé au vote.